# James Lithgow
Sir James Lithgow, I baronetto (GBE, CB, MC, TD; Port Glasgow, 27 gennaio 1883 – Langbank, 23 febbraio 1952) è stato un imprenditore scozzese che svolse un ruolo di primo piano nel ristrutturare la cantieristica navale britannica e le acciaierie negli anni 30 del XX secolo, in aggiunta a svolgere importanti ruoli nella formulazione dell'ordine pubblico e nella supervisione della produzione nel periodo di guerra.

## Infanzia
James nacque a Port Glasgow, in Scozia, figlio di William Todd Lithgow e nello stesso anno la famiglia si spostò a Langbank. Il padre era un socio della Russell & Co. e James fu educato insieme al fratello Henry, inizialmente in privato a casa e poi alla Glasgow Academy, prima che i due divenissero apprendisti nell'industria navale. La salute di William peggiorò nel 1907 e i due figli divennero suoi soci. William morì l'anno seguente e i due figli, che erano molto vicini, presero il controllo della società.

## Costruzioni navali
I fratelli svilupparono la società con James in un ruolo più ampio nella Clyde Shipbuilders' Association, dove incontrò Andrew Rae Duncan. I fratelli si accordarono che in caso di guerra James si sarebbe arruolato, mentre Henry si sarebbe occupato del cantiere. James quindi si unì alla Royal Garrison Artillery, inizialmente nella Volunteer Force, e alla creazione della Territorial Force divenne un tenente della Clyde Royal Garrison Artillery. Durante la prima guerra mondiale James servì in una batteria di obici sul fronte occidentale e ricevette la Military Cross, fu promosso tenente colonnello e ricevette la Territorial Decoration. James comunque fu amareggiato dal suo servizio militare, credendo che sarebbe stato più utile allo sforzo bellico lavorando al cantiere. Nel maggio 1917 Sir Eric Campbell Geddes lo nominò direttore della produzione mercantile con la responsabilità di assicurare che si raggiungessero gli obiettivi di produzione. Questa fu la prima mossa di James nella vita pubblica e politica del paese e gli presentò uomini come Lord Pirrie e Lord Weir. Mentre svolgeva questo ruolo ricevette il rango di tenente colonnello ad interim e fu distaccato al corpo dei Royal Engineers.
James si riunì con Henry nel 1919, quando ristrutturarono la ragione sociale di Russell & Co. trasformandola in una società a responsabilità limitata, la Lithgows Ltd. Si imbarcarono poi in un rapido processo di acquisizione ed espansione, adottando l'integrazione verticale e portando la compagniaad occuparsi di estrazione del carbone e di acciaierie. James comunque era sempre più occupato negli affari pubblici, dopo essere stato eletto Deputy Lieutenant del Renfrewshire nel 1919, e diventando il presidente della Shipbuilding Employers' Federation l'anno seguente. James rinnovò i suoi contatti con Lord Weir, che aveva avuto lo stesso ruolo. Nel 1922 divenne il presidente della National Confederation of Employers' Organisations. Nello stesso anno divenne il vicepresidente della National Confederation e il rappresentante britannico all'Organizzazione Internazionale del Lavoro di Ginevra tra il 1922 e il 1927, ruolo che lo connetté a Horace Wilson. James fu quindi, nel 1923, creato baronetto da Stanley Baldwin nella lista degli onori per il compleanno del re per questo ruolo internazionale ricoperto. I due fratelli Lithgow nello stesso anno comprarono l'officina meccanica di Rankine and Blackmore. James aveva mantenuto il suo ruolo territoriale, diventando comandante della brigata costiera del Clyde della Royal Garrison Artillery ed essendo promosso tenente colonnello confermato nel 1924. negli anni successivi fu considerato colonnello onorario delle unità successive, la brigata pesante Clyde della Royal Artillery, poi rinominata 416º reggimento costiero (Clyde).
Questa era l'era del Clyde 'rosso' e i due fratelli avevano visioni forti sulla cantieristica e sull'industria in generale. James tra i due era l'oratore e fu sempre netto nella sua critica del sindacalismo. James credeva nel controllo rigoroso di costi e paghe tramite il miglioramento continuo di automazione e tecnologia, insieme ad unefficiente utilizzo della manodopera. Credeva anche che c'era una sovracapacità produttiva nel settore e che le chiusure e i licenziamenti sarebbero stati inevitabili. Il sindacalismo era da lui visto come naturalmente opposto alle sue idee, ma sosteneva che un'industria razionale avrebbe garantito posti di lavoro sostenibili e garantito potenziale di crescita.
Attraverso Duncan, James arrivò al governatore della Bank of England Montagu Norman per sottoscrivere uno schema di razzionalizzazione per l'industria navale. Nel 1930 fu creata la National Shipbuilders Securities (NSS - actually NS Security) con James Lithgow come membro e architetto dello schema per ridurre la capacità dei cantieri. Allo stesso momento divenne presidente della Federation of British Industry e membro dello Scottish National Development Council. Negli anni 30 il NSS comprò e chiuse un terzo dei cantieri. William Beardmore and Company era in debito di una considerevole somma con la Bank of England e il suo cantiere di Dalmuir fu il primo a chiudere, con la liquidazione usata per ripagare il debito. Lithgow fu l'architetto della liquidazione e nel 1934 ricevette la ricompensa di poter comprare alcune proprieta di Beardmore dalla Bank of England per un prezzo di favore, prendendo controllo delleloro proprietà nelle ferriere e nelle acciaierie. Fu proprio da Beardmore che James avvistò il giovane ingegnere Ian MacGregor che guidò una gru lui stesso per due settimane per spezzare uno sciopero. James gli accelerò la carriera e MacGregor sarebbe poi diventato un'importante figura industriale.

## Acciaio
James ora indirizzò il suo zelo razionalizzatore all'industria dell'acciaio. I Lithgow erano proprietari di James Dunlop & Co. e aprirono le negoziazioni con John Craig per unire le loro attività con il suo gruppo Colville. L'unione fu finalizzata nel 1931. Nel 1934 la Bank of England aiutò i Lithgow a comprare la Steel Company of Scotland per 672975 £ (30,46 milioni al 2003). Nel 1936 i fratelli vendettero la compagnia a Colville per 951750 £ {42,54 milioni al 2003) e donarno il profitto alla Chiesa di Scozia.
Nuovamente, i contatti con Norman e Duncan nel 1935 permisero ai Lithgow di comprare la Fairfield Shipbuilding and Engineering Company che era invischiata nell'insolvenza della Anchor Line.

## Vita pubblica
James e il fratello credevano nella loro responsabilità di dover investire in Scozia e furono attivi nell'attrarre l'industria favorendo lo sviluppo della regione. L'interessamento di Henry nella gestione giornaliera dei cantieri permise a James di avere un ruolo più pubblico (rimase ufficiale della Territorial Army fino al pensionamento, nel 1938). Nel 1940, appena prima dello scoppio delle ostilità della seconda guerra mondiale, Winston Churchill chiamò James a Londra, nuovamente come controllore della produzione mercantile e delle riparazioni navali e come Lord Commissioner dell'Ammiragliato. Ebbe brevemente anche la responsabilità della produzione di carri armati e lavorò con Harold Macmillan nel comitato sulla capacità industriale del consiglio della produzione. Servì come presidente della Institution of Engineers and Shipbuilders in Scotland dal 1929 al 1931. Dal 1943 al 1945 fu presidente della Iron and Steel Federation, mentre continò a lavorare con Beardmore e Fairfield. Nel 1943 divenne il Vice Lieutenant del Renfrewshire. Nella lista degli onori del primo dell'anno 1945 fu reso Cavaliere di Gran Croce dell'Ordine dell'Impero Britannico (GBE) e nella lista degli onori per il compleanno del re nel 1947 fu nominato Compagno dell'Ordine del Bagno (CB). Fu investito anche dell'Ordine di Orange-Nassau olandese.
| Nastro | Onorificenza                                               | Anno      | Nazione     |
| ------ | ---------------------------------------------------------- | --------- | ----------- |
|        | Military Cross                                             | 1914-1918 | Regno Unito |
|        | Territorial Decoration                                     | 1914-1918 | Regno Unito |
|        | Cavaliere di Gran Croce dell'Ordine dell'Impero Britannico | 1945      | Regno Unito |
|        | Compagno dell'Ordine del Bagno                             | 1947      | Regno Unito |
|        | Ordine di Orange-Nassau                                    |           | Paesi Bassi |

## Vita privata
James era molto vicino al fratello Henry e si divertivano entrambi a cacciare le pernici e i cervi insieme nella tenuta di famiglia a Ormsary, nell'Argyll. Entrambi furono cresciuti fortemente presbiteriani e James era molto devoto. I due fratelli vissero con la madre a Drums, parte di Langbank, fino a quando James sposò la figlia di armatore Gwendolyn Amy Harrison nel 1924. La coppia comprò una casa vicina sempre a Langbank e un'altra casa per intrattenere ospiti a Ormsary. La coppia ebbe due figlie, Margaret e Ann, e un figlio, William, che poì ereditò il titolo di baronetto.
Il colpo della morte di Henry nel 1948 colpì duramente James. La ricostruzione postbellica portava pesanti richieste alle aziende per rimpiazzare le navi perse nella guerra in un clima di scarsità di materiali. Quattro mesi dopo la morte di Henry, James suffrì una trombosi e un infarto e non si riprese mai del tutto. Morì a Langbank e fu inumato a Ormsary. La sua ricchezza alla morte era di 436961 £ (7,95 milioni di sterline del 2003)

## Archivi
Le collezioni di archivi su Sir James Lithgow sono conservate presso gli archivi dell'Università di Glasgow (GUAS) e della National Library of Scotland.

## Arma
|  | Cimiero Una lontra su una roccia Scudo Di nero, troncato in scaglione argento, tre stelle di secondo in capo, onde azzurre con nave di primo con vele ammainate di primo e bandiere di rosso in punta. Motto Per Mare Per Terras |